# Wilberforce Vaughan Eaves
Wilberforce Vaughan Eaves MBE (* 10. Dezember 1867 in Melbourne, Australien; † 2. oder 10. Februar 1920 in London) war ein britischer Arzt und Tennisspieler.

## Leben
Eaves wurde 1867 im Melbourner Stadtteil St Kilda geboren, kam jedoch schon in jungen Jahren nach England und schloss 1889 in London ein Medizinstudium ab. Später nahm er am Zweiten Burenkrieg teil. Zu Beginn des Ersten Weltkriegs meldete er sich erneut zum Sanitätsdienst des Royal Army Medical Corps und wurde nach einem Jahr zum Hauptmann befördert.
Als hervorragender Tennisspieler nahm er 1895 zum ersten Mal an den Wimbledon Championships teil und erreichte dort direkt das Finale, das er trotz eines Matchballs und einer 2:0-Satzführung noch an Wilfred Baddeley verlor. Auch in den folgenden Jahren 1896 und 1897 unterlag er jeweils Baddeley im Finale. 1897 stand er auch im Finale der US-amerikanischen Meisterschaften, verlor allerdings auch dort gegen Robert Wrenn in fünf Sätzen. Zu seinen weiteren Erfolgen gehören Titel bei den Meisterschaften in Wales 1895, Irland 1897 und Schottland 1901 sowie von 1897 bis 1899 die Hallenmeisterschaften im Queen’s Club. Außerhalb vom British Empire gewann er ebenfalls Titel. Etwa 1892 bis 1894 die französischen Hallenmeisterschaften. Bei den New South Wales Championships gewann er 1902 und war damit der letzte britische Sieger bis 1997 Tim Henman das Sydney International gewann.
Bei den Olympischen Spielen 1908 in London errang Eaves die Bronzemedaille im Einzel auf Rasen. Nach drei Siegen ohne Satzverlust unterlag er seinem Landsmann Josiah Ritchie in vier Sätzen und bekam anschließend kampflos Platz 3. Bei den Hallen-Wettbewerben ging er ebenfalls an den Start und erreichte im Einzel ebenfalls das Halbfinale, wo er jedoch wegen einer Verletzung aufgeben musste und infolgedessen auch im Spiel um Bronze nicht an den Start gehen konnte. Bis 1911 trat er noch regelmäßig beim Turnier von Wimbledon an.
Eaves starb 1920 in einem Londoner Pflegeheim an den Folgen einer Operation.